# Mangenotiella stellata
Mangenotiella stellata är en viveväxtart som beskrevs av Maurice Schmid. Mangenotiella stellata ingår i släktet Mangenotiella och familjen viveväxter. Inga underarter finns listade i Catalogue of Life.